# Galleria De Bono
La Galleria De Bono est une galerie commerçante historique de la ville de Tripoli en Libye.

## Histoire
Le bâtiment est construit à l'époque de la Libye italienne.

## Description
La galerie a la forme d'un grand octagone auquel on peut acceder par quatre entrées speculaires dont les principaux relient la galerie à l'ancienne via Costanzo Ciano et à l'ancien corso Vittorio Emanuele. Le grand square de la galerie, aujord'hui dépourvu de toitures, était en origine sormonté d'un structure en acier et verre.